# Amber Run
Amber Run – brytyjski zespół grający rock alternatywny, indie rock oraz indie pop. Członkami zespołu są Will Jones (gitara), Tom Sperring (gitara basowa), Henry Wyeth (klawisze) oraz Joe Keogh (wokal). Początkowo zespół nosił nazwę Amber, lecz na jego członkach wymuszono zmianę, by uniknąć konfliktu z holenderską piosenkarką o takim samym pseudonimie.

## Kariera
Joe Keogh, Tom Sperring oraz Will Jones byli przyjaciółmi z Buckinghamshire. Byli członkami zespołu grającego rock alternatywny. Podczas studiów na Uniwersytecie w Nottingham poznali Felixa Archera oraz Henry'ego Wyetha, pochodzącego z Kentu. Wszyscy studiowali na kierunkach prawniczych i humanistycznych, lecz na drugim roku zrezygnowali z dalszego kształcenia, by skupić się na muzyce. W 2013 r. muzycy podpisali kontrakt z wytwórnią RCA.
2014-2015: Noah i debiutancki album
14 lutego 2014 r. zespół wydał swój pierwszy minialbum zatytułowany Noah, składający się z czterech utworów. W marcu 2014 r. stanowili support podczas trasy koncertowej Kodaline. 18 kwietnia 2014 r. ukazał się drugi minialbum zespołu, o nazwie Spark. Trzeci minialbum został wydany 19 września 2014 r. pod tytułem Pilot. W marcu 2014 r. zespół ogłosił, że zakończył prace nad pierwszym albumem. W pracach tych uczestniczyli producent Mike Crossey oraz Sam Winfield. 5 stycznia 2015 r. wydano singel promocyjny o nazwie Just My Soul Responding. Debiutancki album 5AM został wydany 20 kwietnia 2015 r.
2016-2017: For a Moment, I Was Lost
Felix Archer opuścił zespół na początku 2016 roku. 15 kwietnia 2015 roku zespół wydał nowy singiel Haze zapowiadający ich nowy album. W 2016 roku zespół wydał utwór pod tytułem Stranger, pierwszy oficjalny singiel z drugiego albumu For a Moment, I Was Lost. Drugi singiel zatytułowany Perfect ukazał się w lutym 2017 roku. Płyta została wydana cyfrowo 10 lutego 2017 roku, a wydanie fizyczne zaplanowano na 17 marca. 
2018: The Assemmbly
W marcu 2018 roku z zespołu odszedł Will Jones. 11 maja 2018 roku ukazał się kolejny minialbum zatytułowany The Assembly.

## Dyskografia

### Albumy
| Tytuł                    | Informacje                                                                        | Najwyższe pozycje na listach |
| Tytuł                    | Informacje                                                                        | UK                           |
| ------------------------ | --------------------------------------------------------------------------------- | ---------------------------- |
| 5AM                      | - Wydany: 17 kwietnia 2015 - Wytwórnia: Sony Music Entertainment - Format: CD, DD | 36                           |
| For a Moment, I Was Lost | - Wydany: 10 lutego 2017 - Wytwórnia: Easy Life Records - Format: CD, DD, winyl   | 49                           |
| Philophobia              | - Wydany: 27 września 2019 - Wytwórnia: Easy Life Records - Format: CD, DD, winyl | --                           |

## Single
| "Noah"                    | 2013 | 5am                      |
| "Heaven"                  | 2013 | 5am                      |
| "Spark"                   | 2014 | 5am                      |
| "I Found"                 | 2014 | 5am                      |
| "Just My Soul Responding" | 2015 | 5am                      |
| "Haze"                    | 2016 | For a Moment, I Was Lost |
| "Stranger"                | 2016 | For a Moment, I Was Lost |
| "No Answers"              | 2016 | For a Moment, I Was Lost |
| "Fickle Game"             | 2017 | For a Moment, I Was Lost |